# Авіаційний кулемет

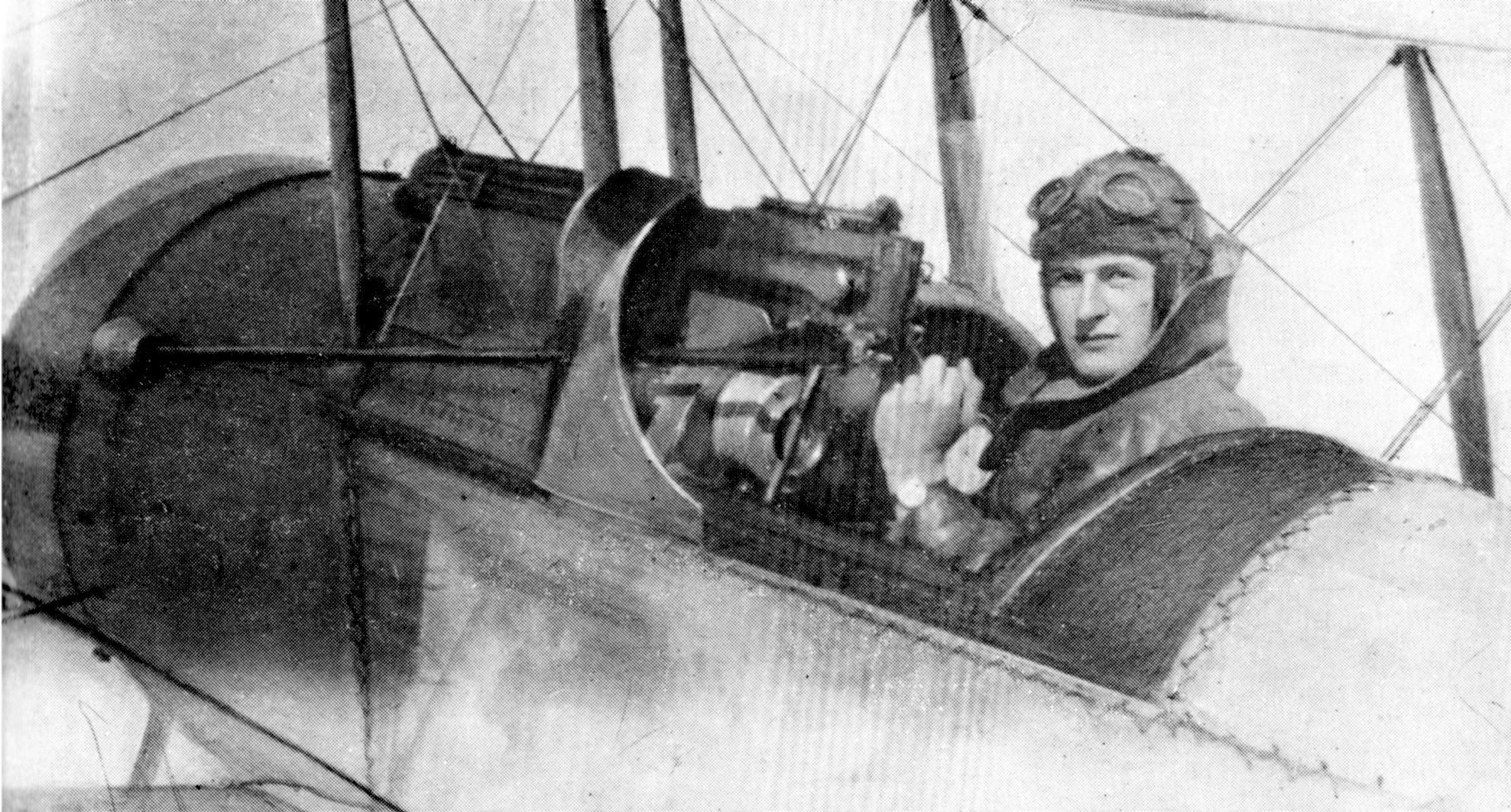
Англійський авіаційний кулемет Vickers .50, встановлений у корпусі біплана Bristol Scout. Перша світова війна. 1916

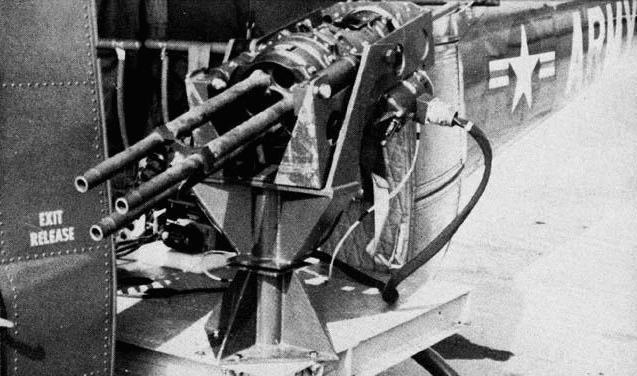
Американський 3-х ствольний авіаційний кулемет M197 Gatling

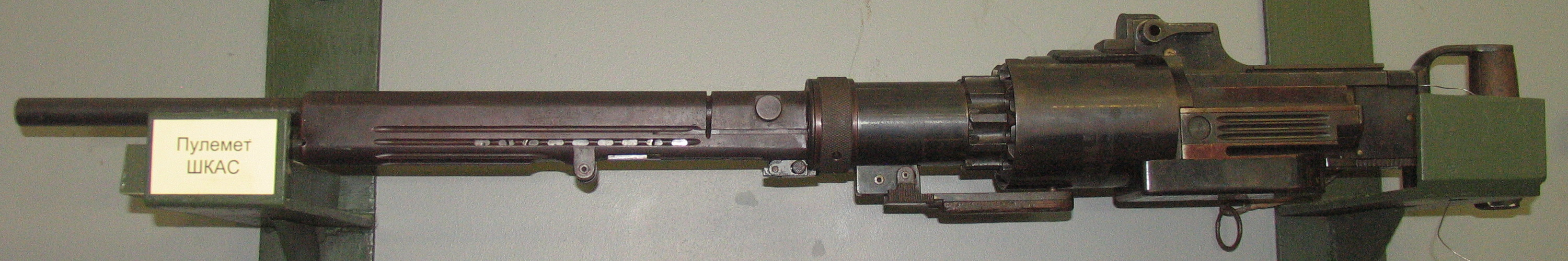
Радянський авіаційний кулемет ШКАС

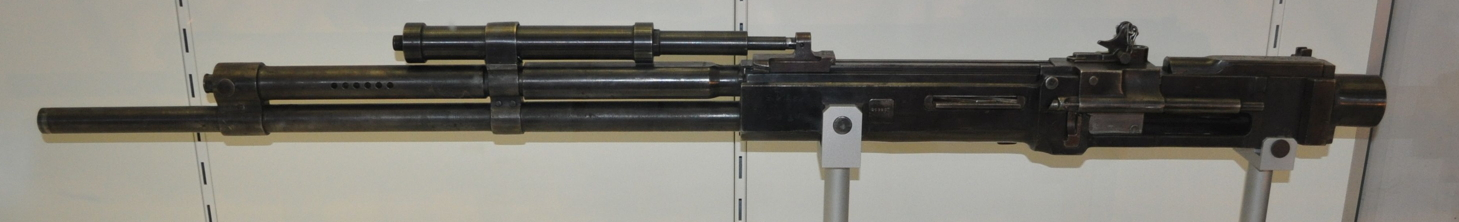
Радянський універсальний кулемет Березіна

Авіаці́йний кулеме́т — автоматична зброя, різновид кулемета, який призначений для озброєння авіаційної літальної техніки.

## Опис
До цього виду авіаційного озброєння, як правило, відносяться великокаліберні кулемети; переважно зброя калібру 7,62—15,0 мм, з темпом стрільби від 300 до 6000 постр./хв. Початкова швидкість кулі 700—1100 м/с; маса кулеметів 8—25 кг. Ефективна дальність стрільби становила до 1200 м.
Конструкційна сучасні авіаційні кулемети підрозділяються на 3 основні групи: одноствольні (з 1 патронником), які використовують у роботі енергію відкоту ствола або порохових газів, що відводяться в газовий двигун; та багатоствольні (з блоком з 3—6 стволів). При стрільбі блок стволів обертається відносно нерухомого кожуха; в обертання він приводиться зовнішнім силовим приводом (електродвигун, повітряна турбіна тощо) або відводжуваними газами. Темп стрільби можна регулювати. В авіаційних кулеметах застосовуються боєприпаси, що володіють осколковою, фугасною, бронебійною і запальною дією.

## Будова
Бойове застосування авіаційних кулеметів забезпечується складним комплексом пристроїв і систем — авіаційними артилерійськими установками (ААУ), які можуть бути рухомими і нерухомими. Залежно від місця розташування розрізняють 3 типи ААУ: вбудовані фюзеляжні (верхні, нижні, бортові, носові, кормові); вбудовані крилові; підвісні або знімні (підфюзеляжний, підкрильний). На винищувачах і винищувачах-бомбардувальниках застосовуються зазвичай нерухомі ААУ — прицілювання в повітрі здійснюється маневруванням літального апарата. Рухливі установки бомбардувальників забезпечують кутове переміщення зброї відносно літального апарата в одній або двох площинах, причому верхні, нижні і бортові фюзеляжні установки можуть мати напівсферичну зону обстрілу, а кормові і носові — секторну. На одній ААУ можуть встановлюватися 1—4 кулемети; боєкомплект досягає кількох тисяч набоїв, а маса установки — тисячі кг.
До складу ААУ входять такі пристрої та системи: лафет, системи керування наведенням авіаційним стрілецьким обладнанням, живлення і керування вогнем.
Лафет — силова конструкція, що з'єднує зброю з літальним апаратом. Лафет складається зі станка, вузлів кріплення до нього зброї та амортизатора, що пом'якшує силу віддачі.
Система керування наведенням авіаційним стрілецьким обладнанням, до складу якої входять вимірювач неузгодженості і силовий привод, управляє рухом зброї у відповідності з даними прицілу. Вимірювач неузгодженості складається з датчика (контролює кутове положення прицілу) і приймача (контролює кутове положення зброї). Якщо кутове положення прицілу і зброї не погоджено, то вимірювач подає сигнал на силовий привід, котрий розгортає зброю в положення, узгоджене з прицілом.
Система живлення включає набійні ящики, рукави живлення, гільзо- і ланковідводи і збірники.
Система керування вогнем призначена для відкриття та припинення автоматичної стрільби, запобігання від прострілу частин літального апарата (профільні обмежувачі стрільби та контурні механізми обводу), економного витрачання боєприпасів (обмежувачі стрільби при великих кутах неузгодженості між прицілом і зброєю, кінцеві вимикачі), обліку боєприпасів, що залишаються (лічильник набоїв), включення в роботу механізму перезарядження зброї (автомат перезаряджання). Деякі сучасні зразки авіаційного стрілецького обладнання мають спеціалізовані програмні автоматичні пристрої для регулювання темпу стрільби.